# Ziłair
Ziłair – wieś w Rosji, w Baszkortostanie. W 2010 roku liczyła 5585 mieszkańców.